# Cima del Lago
La Cima del Lago (2.125 m s.l.m. - Jerebica in sloveno, Raibler Seekopf in tedesco) è una montagna delle Alpi Giulie, appartenente alla catena del Canin, che si trova sul confine tra l'Italia e la Slovenia.

## Caratteristiche
La montagna è collocata a sud del Lago del Predil e si trova nella catena del Canin.